# Chrysotus magnicornis
Chrysotus magnicornis är en tvåvingeart som beskrevs av Van Duzee 1924. Chrysotus magnicornis ingår i släktet Chrysotus och familjen styltflugor.
Artens utbredningsområde är Iowa. Inga underarter finns listade i Catalogue of Life.